# TVBS播映過的無綫劇集列表
本列表列出由台灣TVBS主頻道所播放的港劇。

## 1998年
| 首播日期 | 劇名       | 演員 |
| 07月10日 | 射鵰英雄傳 | 張智霖、朱 茵、羅嘉良、關寶慧、劉 丹、駱應鈞、朱鐵和、黎漢持、黎耀祥、林尚武、洪朝豐、光 毅、陳安瑩、王 偉、林 偉、劉 江、陳珮珊 |
| 08月24日 | 神雕俠侶   | 古天樂、李若彤、傅明憲、李綺虹、蘇玉華、簡珮筠、張可頤、劉 丹、雪 梨、白 彪、魏秋樺、駱應鈞                                      |
| 10月7日  | 笑傲江湖   | 呂頌賢、梁珮玲、陳少霞、何寶生、王 偉、李麗麗、何美鈿、羅 蘭、羅樂林、魯振順                                                     |
| 12月7日  | 圓月彎刀   | 古天樂、溫碧霞、梁小冰、張兆輝、張志文、朱健鈞                                                                                   |

## 1999年
| 首播日期 | 劇名       | 演員 |
| 01月4日  | 鹿鼎記     | 陳小春、馬浚偉、梁小冰、劉玉翠、陳少霞、徐濠縈、鄺文珣、陳安琪、馮曉文、罗冠兰、程可為、陳安瑩、秦 煌         |
| 03月8日  | 天地豪情   | 黃日華、羅嘉良、張家輝、陳錦鴻、郭藹明、周海媚、宣 萱、蔡少芬、吳美珩、秦 沛、雪 妮、白 茵、林曉峰、陳彥行    |
| 04月8日  | 濟公       | 梁榮忠、何寶生、梁小冰、陳少霞                                                                                |
| 06月2日  | 聊齋       | 羅嘉良、俞小凡、楊麗青、錢小豪、李美鳳、曹 眾、陳佩珊、簡珮筠、艾 威                                          |
| 07月28日 | 西遊記(貳) | 陳浩民、江 華、麥長青、黎耀祥、蘇玉華、郭政鴻、張慧儀、劉玉翠、關寶慧、馬德鐘、劉家輝、陳秀珠、苑瓊丹、陳彥行 |

## 2000年
| 首播日期 | 劇名     | 演員                                                                                          |
| 01月12日 | 烈火雄心 | 王 喜、關詠荷、古天樂、李珊珊、錢嘉樂、梁 琤、李子雄、鄭敬基、陳彥行、罗冠兰                  |
| 10月10日 | 創世紀   | 羅嘉良、陳錦鴻、郭晉安、古天樂、陳慧珊、郭可盈、蔡少芬、汪明荃、秦 沛、馬德鐘、吳奇隆、邵美琪 |

## 2001年
| 首播日期 | 劇名           | 演員                                                                                                |
| 03月14日 | 刑事偵緝檔案IV | 古天樂、宣 萱、陳錦鴻、蘇志威、佘詩曼、李珊珊、邵美琪                                               |
| 06月12日 | 雷霆第一關     | 汪明荃、宣 萱、李修賢、王 喜、吳美珩、梁 琤、鄭嘉穎                                                 |
| 10月10日 | 倚天屠龍記     | 吳啟華、黎 姿、佘詩曼、張兆輝、滕麗名、江欣燕、江欣慈、米 雪、劉松仁、鄧一君、姚樂怡、曹永廉、楊 怡 |
| 11月21日 | 碧血劍         | 江 華、吳美珩、關寶慧、袁彩雲、林家棟、佘詩曼、馬德鐘                                               |

## 2002年
| 首播日期 | 劇名                 | 演員 |
| 01月1日  | 封神榜               | 陳浩民、錢嘉樂、溫碧霞、葉 璇、苑瓊丹、元 華、湯盈盈、楊婉儀、袁彩雲、姚樂怡、鄭子誠                                                                          |
| 02月26日 | 雪山飛狐             | 陳錦鴻、佘詩曼、魏駿傑、滕麗名、劉曉彤、魯振順、馮曉文、邵美琪、黃日華                                                                                        |
| 04月23日 | 無頭東宮（冒牌皇后） | 向海嵐、陳妙瑛、張兆輝、魏駿傑、麥長青、關寶慧、許紹雄、劉 江、敖嘉年、杜大偉                                                                                 |
| 06月4日  | 天子尋龍             | 陳浩民、文頌嫻、楊 怡、麥長青、羅冠蘭、羅 蘭、李國麟、陳嘉儀、余子明、廖啟智                                                                                  |
| 07月2日  | 尋秦記               | 古天樂、宣 萱、滕麗明、姚瑩瑩、江 華、郭羨妮、林 峯、鄭雪兒、李子雄、蓋鳴暉、郭政鴻、雪 梨、姚樂怡、王 偉、歐瑞偉、余子明、曾偉權、郭 鋒                      |
| 09月3日  | 洛神                 | 馬浚偉、蔡少芬、陳 豪、郭羨妮、劉 丹、程可為、汪 琳、林韋辰、顧紀筠、林敬剛、麥長青                                                                           |
| 10月10日 | 皆大歡喜             | 薛家燕、林文龍、謝天華、陳彥行、廖碧兒、趙學而、梅小惠、劉 丹、劉愷威、阮兆祥、林漪娸、車婉婉、顏國樑、鄧兆尊、李國麟、馬海倫、洪天明、姚樂怡、苑瓊丹、廖啟智 |

## 2003年
| 首播日期 | 劇名                      | 演員 |
| 06月5日  | 流金歲月                  | 羅嘉良、溫兆倫、宣 萱、林 峯、楊 怡、葉 璇、胡杏兒、向海嵐、秦 沛、黃淑儀、陳國邦                                                        |
| 08月4日  | 九五至尊                  | 江 華、張可頤、吳美珩、林韋辰、鄧浩光、蔣志光、譚小環、秦 沛、康 華、蘇志威、劉家輝、陳 琪                                               |
| 09月1日  | 戇夫成龍                  | 郭晉安、宣 萱、楊婉儀、曹永廉、唐 寧、黃紀瑩、盧宛茵、許紹雄、陳秀珠、元 華、秦 煌                                                       |
| 09月29日 | 再生緣                    | 林 峯、葉 璇、楊 怡、劉玉翠、馬德鐘、廖啟智、韓馬、莫家堯、黃宇詩、胡杏兒、黃紀瑩、羅 蘭、陳嘉儀、韋家雄、馬國明、盧海鵬、羅樂林、張松枝 |
| 11月10日 | 帝女花（帝女花-長平公主） | 佘詩曼、馬浚偉、陳 豪、邵美琪、郭羨妮、唐文龍、劉錦玲、文頌嫻、魏駿傑、向海嵐、蔡子健                                                    |
| 12月24日 | 金裝四大才子              | 歐陽震華、張家輝、魏駿傑、林家棟、文頌嫻關詠荷、陳松伶、翁 虹                                                                            |

## 2004年
| 首播日期 | 劇名                              | 演員 |
| 03月9日  | 雲海玉弓緣                        | 林 峯、葉 璇、李彩樺、陳國邦、郭政鴻、袁彩雲、羅敏莊、高 雄、楊家諾、白 茵、陳榮峻 |
| 04月13日 | 金牌冰人（金牌紅娘）              | 張可頤、馬浚偉、陳 豪、蓋鳴暉、嘉碧儀、關德輝、陳敏之、鄭嘉穎、盧宛茵、蔡康年、陳 琪 |
| 05月11日 | 衛斯理                            | 羅嘉良、蒙嘉慧、楊 怡、揚 明、唐文龍、袁彩雲、姚瑩瑩、許紹雄、高 雄 |
| 06月7日  | 楊貴妃                            | 江 華、向海嵐、吳美珩、袁彩雲、郭少芸 |
| 06月27日 | 鐵翼驚情                          | 林保怡、邵美琪、郭羡妮、唐文龍、于洋、陳曼娜、羅浩楷、駱應鈞、鄭子誠、黃德斌、黃佩霞、劉曉彤、陳霽平 |
| 07月4日  | 歷劫驚濤                          | 江華、魏駿傑、蔣志光、伍詠薇、楊婉儀、姚嘉妮、盧海鵬 |
| 07月5日  | 衝上雲霄                          | 吳鎮宇、陳慧珊、馬德鐘、胡杏兒、葉 璇、吳卓羲、陳鍵鋒、黃宗澤、馬國明、胡定欣、石 修、韓馬、林曉峰、蘇玉華、盧宛茵、江 漢、陳秀珠、駱應鈞、戴志偉、鄧梓峰、鍾麗淇、羅冠蘭、陳嘉儀、陳奕迅、Twins、王 傑、姚瑩瑩、張松枝、魯振順、韓毓霞、嘉碧儀、鄧健泓、黃紀瑩、魯文傑 |
| 07月11日 | 咫尺疑魂                          | 陳松伶、馬德鐘、吳美珩、劉玉翠、麥長青、羅 蘭、李家聲、羅樂林 |
| 07月18日 | 血殺                              | 王傑、向海嵐、陳文媛、楊婉儀、曹永廉、羅冠蘭、廖啟智 |
| 07月25日 | 冥約（人鬼未了情）                | 方中信、郭可盈、曹永廉、陳伶俐、黎宣、謝宛婷 |
| 08月1日  | 懸案追兇                          | 馬浚偉、楊思琦、于洋、歐錦棠、羅冠蘭、鄧一君、羅樂林 |
| 08月8日  | 親密殺機                          | 溫兆倫、鄧萃雯、陳豪、黃佩霞、劉江、鄭子城、李成昌、陳霽平 |
| 08月12日 | 血薦軒轅（血薦軒轅-錦衣衛恩仇錄） | 鄭少秋、汪明荃、林 峯、楊思琦、羅敏莊 |
| 08月15日 | 妒火線                            | 林保怡、魏駿傑、周麗淇、莫家堯、鄭子誠、陳穎妍 |
| 08月22日 | 熱血狙擊                          | 歐陽震華、王喜、佘詩曼、郭少芸、唐文龍、劉綽琪、鄭祖、成珈瑩 |
| 08月29日 | 親子大綁架                        | 馬浚偉、吳毅將、吳綺莉、鄺文珣、艾威、劉丹 |
| 09月5日  | 天降橫財心驚驚                    | 王 喜、張可頤、張兆輝、湯盈盈、羅樂林、夏萍 |
| 09月12日 | 伴我驕陽                          | 秦 沛、陳慧珊、馬德鐘、陳曼娜、高 雄、黃德斌 |
| 09月17日 | 烽火奇遇結良緣（樊梨花與薛丁山）  | 馬德鐘、宣 萱、歐倩怡、陳國邦、江芷妮、石 修、程可為、曾偉權、羅敏莊、李家聲 |
| 09月19日 | 紅杏劫                            | 鄭少秋、鄧萃雯、唐文龍、劉錦玲、艾威 |
| 11月17日 | 洗冤錄II                          | 歐陽震華、佘詩曼、歐錦棠、滕麗名、劉錦玲、蔡子健、汪 琳、譚小環 |
| 12月17日 | 金枝慾孽                          | 張可頤、佘詩曼、鄧萃雯、黎 姿、林保怡、陳 豪、陳秀珠、黃德斌、陳鴻烈、于 洋、盧海鵬、余子明、簡慕華、敖嘉年、周家怡、黃泆潼、羅君左、韋家雄 |

## 2005年
| 首播日期 | 劇名               | 演員 |
| 01月31日 | 錦繡良緣           | 林文龍、文頌嫻、黃淑儀、盧宛茵、阮兆祥、梅小惠、鄭中基、郭少芸、蘇玉華、羅 莽、胡杏兒、鄺文珣、周 聰、郭耀明、蔡子健、汪 琳、鄧兆尊                                                                                          |
| 02月28日 | 蕭十一郎           | 黃日華、向海嵐、邵美琪、郭政鴻、郭耀明、曾偉權、駱達華、羅敏莊、譚小環、陳狄克、駱應鈞、谷 峰、余慕蓮、葉 璇 |
| 03月28日 | 醫神華佗           | 林文龍、黃日華、尹揚明、伍詠薇、丘凱敏、鍾麗淇 |
| 04月25日 | 大唐雙龍傳         | 林 峯、吳卓羲、楊 怡、胡定欣、唐 寧、李 倩、郭政鴻、李子雄、伍詠薇、曾偉權、韓瑪、翁 虹、王 青、歐瑞偉、蔡子健、蔡潔雯、劉 江、陳山蔥、艾 威、郭耀明、鄧浩光、楊英偉、羅樂林、阮德鏘、黎彼得、戴志偉、魯振順、劉家輝、黎漢持 |
| 06月22日 | 布袋和尚           | 林家棟、陳妙瑛、劉玉翠、張兆輝、湯盈盈、楚原、蘇玉華、魏駿傑、秦煌 |
| 07月20日 | 牛郎織女           | 溫兆倫、郭羨妮、歐錦棠、唐 寧、廖啟智、湯盈盈、梁舜燕、梁葆貞、劉玉翠、艾 威、劉 江、胡定欣、陳安瑩、韋家雄 |
| 08月17日 | 西關大少           | 劉松仁、趙雅芝、張智霖、佘詩曼、陳鍵鋒、韓君婷、呂 珊 |
| 09月28日 | 楚漢驕雄           | 鄭少秋、張可頤、江 華、吳美珩、蔣志光、林韋辰、嘉碧儀、湯盈盈、羅樂林、黎耀祥、姚樂怡、魯振順、艾 威 |
| 11月9日  | 鳳舞香羅           | 江 華、吳美珩、陳豪、向海嵐、魏駿傑、唐文龍、黎姿 |
| 12月21日 | 鄭板橋（難得糊塗） | 王喜、黎姿、陳松伶、麥長青、莫家堯、曹永廉、林韋辰、秦沛 |

2006年年初因為新聞局研擬黃金時段禁播外來劇風波，使得TVBS將未播映完畢之《難得糊塗》移至TVBS-G播出。